# Montigny-le-Tilleul
Pour les articles homonymes, voir Montigny et Tilleul (homonymie).
Montigny-le-Tilleul (en wallon Montgneye-Tiyoû, localement Mont’gnî) est une commune francophone de Belgique située en Région wallonne dans la province de Hainaut, ainsi qu’une localité du même nom ; parfois écrit de cette manière, « Montignies-le-Tilleul » ; où siège son administration.
Elle est née le 1er janvier 1977 de la fusion de Montignies-le-Tilleul et Landelies.

## Toponymie
- 868 : Montiniacum : endroit montueux.
- 1277 : Montegni-le-Tigneux : Montigny-le-galeux, le-pouilleux ou du-teigneux (en wallon : tîgneu).
- Sous l'administration française au début du XIXe siècle, Montigny-le-Tigneux laisse la place à Montigny-le-Tilleul dans les actes d'état-civil.
- Après l'indépendance de la Belgique en 1830, l'on retrouve alternativement les deux orthographes, Montignies-le-Tilleul et Montigny-le-Tilleul dans les actes officiels.
- 1976 : lors de la fusion des communes, l'orthographe Montigny-le-Tilleul est définitivement retenue[3].

## Géographie

### Sections de commune
| # | Nom                 | Superf. (km²) | Habitants (2020) | Habitants par km² | Code INS |
| - | ------------------- | ------------- | ---------------- | ----------------- | -------- |
| 1 | Montigny-le-Tilleul | 11,33         | 8 949            | 790               | 52048A   |
| 2 | Landelies           | 3,91          | 1 181            | 302               | 52048B   |

### Communes limitrophes
| Fontaine-l'Évêque | Charleroi           | Charleroi              |
| Fontaine-l'Évêque | Montigny-le-Tilleul | Charleroi              |
| Thuin             | Thuin               | Ham-sur-Heure-Nalinnes |

### Géographie physique
La commune est traversée par la Sambre et bordée à l'est par son affluent l'Eau d'Heure. Son altitude varie de 100 mètres au niveau de la Sambre à 215 mètres dans le quartier Vésale. Le relief est parfois accidenté avec des affleurements de rochers surtout en bord de Sambre qui a creusé une profonde vallée entre les terrains gréseux et calcaires.
Au niveau géologique, Montigny-le-Tilleul est traversé par la Faille du Midi séparant le synclinal de Namur au nord et le synclinal de Dinant au sud qui s'incurve vers le sud formant l'anse de Jamioulx. Pour cette raison, son sous-sol est constitué d'une variété de composants tels des gisements de fer et de houille, du grès du Famennien supérieur, du schiste et des calcaires de la deuxième moitié de l’ère primaire (il y a +/- 350 millions d’années). En bord d'Eau d'Heure et le long de la Sambre à Landelies, le plissement hercynien a dressé les couches de roches calcaires, déposées au fond de la mer tropicale du Carbonifère qui occupait le territoire à cette époque.

### Quartiers et lieux-dits
- Landelies village,
- Pont-du-Déversoir (Landelies),
- Mouchoirs (Landelies),
- Morgnies (Landelies),
- Le Vigna - Les Piges (Landelies),
- Malfalise-Malfalim,
- Vésale,
- Bois-du-Prince - Éden-Parc,
- Calvaire - Plagne,
- La Chapelle - Pont-à-Nôle,
- Bomerée,
- Warichais - Trieu-Menreau,
- Vert-Bois - Sart-Madame,
- Grand-Chemin,
- Jambe-de-Bois,
- Trieu-Maillart,
- Tombois,
- Cité Verte,
- Chêne Bonnet,
- Plein Sud il se situe à la limite de Jamioulx,
- Le Fayat,
- Bois le Rat,
- Les Sartis.

### Bois
- Bois Frion,
- Bois de la Grattière,
- Bois de Gozée.

### Hydrographie
La commune est traversée par la Sambre et par son affluent, l'Eau d'Heure.

## Démographie
Elle comptait, au 1er janvier 2023, 10 116 habitants (4 766 hommes et 5 350 femmes), soit une densité de 664,8 habitants/km2 pour une superficie de 15,10 km2.

### Démographie: Avant la fusion des communes
- Source: DGS recensements population

### Démographie: Commune fusionnée
En tenant compte des anciennes communes entraînées dans la fusion de communes de 1977, on peut dresser l'évolution suivante :
Les chiffres des années 1831 à 1970 tiennent compte des chiffres des anciennes communes fusionnées.
- Source: DGS , de 1831 à 1981=recensements population; à partir de 1990 = nombre d'habitants chaque 1er janvier[7]

## Histoire

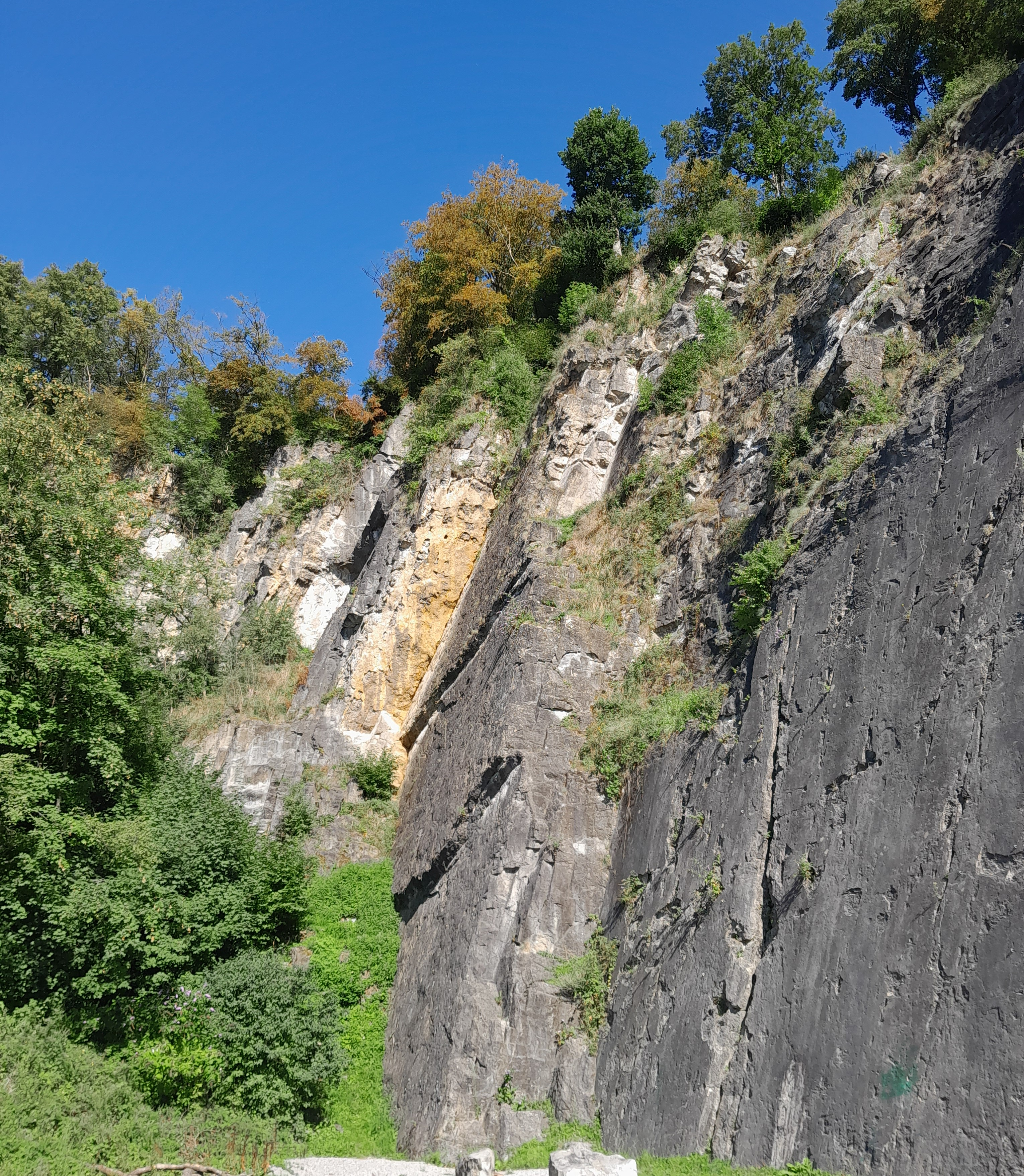
Ancienne carrière de calcaire à Landelies.

De l'Antiquité, le curé Blondeau de Montigny-le-Tilleul a retrouvé au XIXe siècle de nombreux tessons et différentes monnaies romaines notamment au Warichais et au-dessus de l'écluse Jambe-de-Bois à Landelies.
Au Moyen Âge, Montigny-le-Tilleul relevait de la châtellenie de Thuin. Jean, avoué de Thuin était seigneur de Rianwez et de Montigny en 1277. Le 22 juin 1277, il prononce une sentence arbitrale sur les droits réclamés par les habitants de Montigny-le-Tilleul. Par la suite, Montigny-le-Tilleul dépendra, au niveau administratif et religieux, de la Principauté et du diocèse de Liège.
En 1612, un fourneau et une usine à fer sont érigés à Bomerée le long de l'Eau d'Heure. À la fin de l'Ancien Régime, ils appartenaient à une des plus anciennes familles de la noblesse belge, les de Looz-Corswarem.
Avec l'occupation de la Belgique par les révolutionnaires français, Montigny-le-Tilleul est rattaché en septembre 1795 au Hainaut.
En juin 1815, des combats opposent les troupes françaises du 2e corps du général Reille et l'infanterie prussienne dans les bois de Montigny-le-Tilleul. Au retour de la bataille de Waterloo, Jérôme Bonaparte et son état-major séjournent à Montigny-le-Tilleul.
Les ressources de Montigny-le-Tilleul ont longtemps reposé sur l’agriculture et l’exploitation de carrières calcaires. Au XIXe siècle, plusieurs chantiers navals s'installent sur le cours de la Sambre à la suite de sa canalisation. L'on note également à cette époque la présence d'une forge et d'une fenderie le long de l'Eau d'Heure et de clouteries. Étant donné sa proximité avec le bassin minier de Charleroi, la commune a vu l'installation du charbonnage de la Forte-Taille, exploité de 1875 à 1935.
Lors de la Première Guerre mondiale, Montigny-le-Tilleul est l'un des théâtres de la bataille de Charleroi entre la IIIe armée allemande du général Von Bülow venant de la vallée de la Sambre et la Ve armée française du général Lanzerac. Débouchant de Marchienne par les chemins de fer de la Sambre, les Allemands envahissent Montigny-le-Tilleul en remontant la rue de Beaumont, se servant d'otages belges comme boucliers humains. Après quelques échanges de tirs, les Français se retirent pour ne pas les blesser ou les tuer. Le soir, sept otages sont exécutés par les Allemands.
De juillet 1942 à septembre 1944, la commune de Montigny-le-Tilleul est intégrée au Grand Charleroi sous occupation allemande.
En 1977, Landelies fusionne avec Montignies-le-Tilleul.

## Armoiries
|  | Blason de Montigny-le-Tilleul. Ces armoiries sont basées sur le sceau du village de 1785 qui montrait un tilleul. Le petit écu montre les armoiries de Guillaume-Joseph Comte de Looz, dernier seigneur de Landelies à la fin du XVIIIe siècle. Blasonnement : D’or à un arbre au naturel terrassé de sinople, chargé en abime d’un écu écartelé : aux 1 et 4, burelé d’or et de gueules de dix pièces (Looz), aux 2 et 3 d’argent à deux fasces de sable (Diest) et sur le tout d’hermine à deux fasces de gueules (Corswarem). - Délibération communale : 31 aout 1981 - Arrêté royal : 28 octobre 1982 |

|  | Armoiries du Comté de Looz. Blasonnement : Burelé d'or et de gueules. |

|  | Armoiries de Diest. Blasonnement : D’argent à deux fasces de sable. |

## Politique

### Liste des bourgmestres avant la fusion des communes
- Hubert Joseph Cappe (1800-1807) : maire de Montigny-le-Tigneux/Montigny-le-Tilleul, marchand de cloux et bourgeois ;
- Joachim Cappe (1807-1825) : maire/mayeur ;
- Guillaume Wilmet (1825-1856) : bourgmestre ;
- Gustave Wilmet (1856-1888) : bourgmestre libéral et avocat au barreau de Charleroi. Un des fondateurs de la Société paléontologique et archéologique de Charleroi en 1863.
- Émile Blondeau (1889-1895) : bourgmestre libéral et médecin ;
- Jules Durant (1895-1903) : bourgmestre libéral et docteur en médecine ;
- Georges Wilmet (1903-1912) : bourgmestre, conseiller provincial et médecin ;
- Alfred Rondeau (1913-1919) : bourgmestre ;
- Désiré Quenne (1919-1934) : bourgmestre libéral ;
- Léon Dubray (1934-1939) : bourgmestre libéral, marchand-brasseur ;
- Clotaire Cornet (1939-1976) : député-bourgmestre libéral, médecin et résistant.

### Vie politique après la fusion des communes
Depuis 1976, la vie politique de Montigny-le-Tilleul est dominée par le parti libéral en coalition avec d'autres partis.
De 1976 à 2000, Philippe Cornet, fils de Clotaire Cornet, du parti libéral est élu et réélu à la tête de la commune de Montigny-le-Tilleul. À partir de 2001, Véronique Cornet, sa fille, occupe le poste de bourgmestre à la tête d'une majorité libérale jusqu'à son décès en 2015.
La bourgmestre actuelle est Marie Hélène Knoops, du Mouvement réformateur. Elle occupe ce poste depuis 2015, ayant été réélue en 2018 et 2024. Elle est également kinésithérapeute.
La répartition des 21 sièges de conseillers communaux est, depuis les élections communales de juin 2024, la suivante :
- Mouvement réformateur : 13,
- Ensemble : 4,
- Parti socialiste : 4.

### Conseil et collège communal 2024-2030
| Collège communal  |                       |    |
| ----------------- | --------------------- | -- |
| Bourgmestre       | Marie Hélène Knoops   | MR |
| 1er Échevine      | Clémence Canet-Cornet | MR |
| 2e Échevine       | Grégory Dufrane       | MR |
| 3e Échevine       | Nathalie Gherardini   | MR |
| 4e Échevine       | Stéphanie Richard     | MR |
| 5e Échevin        | Loïc Sartieaux        | MR |
| Président du CPAS | Benoît Goens          | MR |

### Jumelages
Montigny-le-Tilleul est jumelée avec les communes suivantes :
- Vincennes (France) - Montigny-le-Tilleul ;
- Montereale Valcellina (Italie) depuis 1998 - Montigny-le-Tilleul ;
- Cousolre (France) - Landelies.

## Patrimoine et culture

### Patrimoine architectural

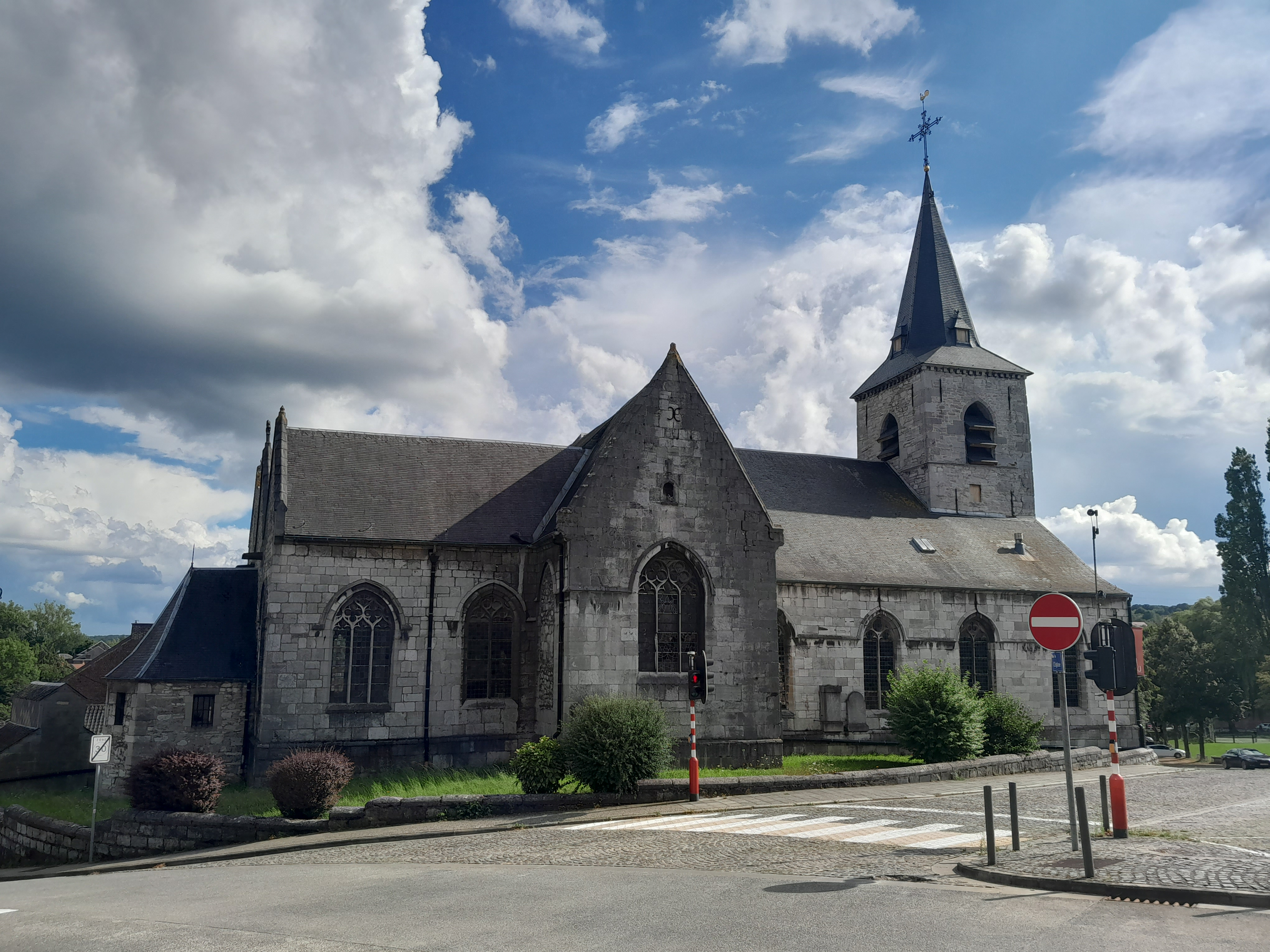
Église Saint-Martin.

- Église Saint-Martin.L'église Saint-Martin de style gothique hennuyer en pierre bleue et moellons du pays principalement construite vers 1550 est classée au patrimoine immobilier de Wallonie. S'y trouve un mobilier de qualité comprenant un Christ en bois, un autel majeur en marbre rouge, un calvaire en bois polychrome du XVIe siècle, les fonts baptismaux, un vitrail représentant Sainte-Elisabeth de Hongrie et des dalles funéraires alignées aux armes des familles nobles (dont les de Corswarem) et des ecclésiastiques dans le porche.

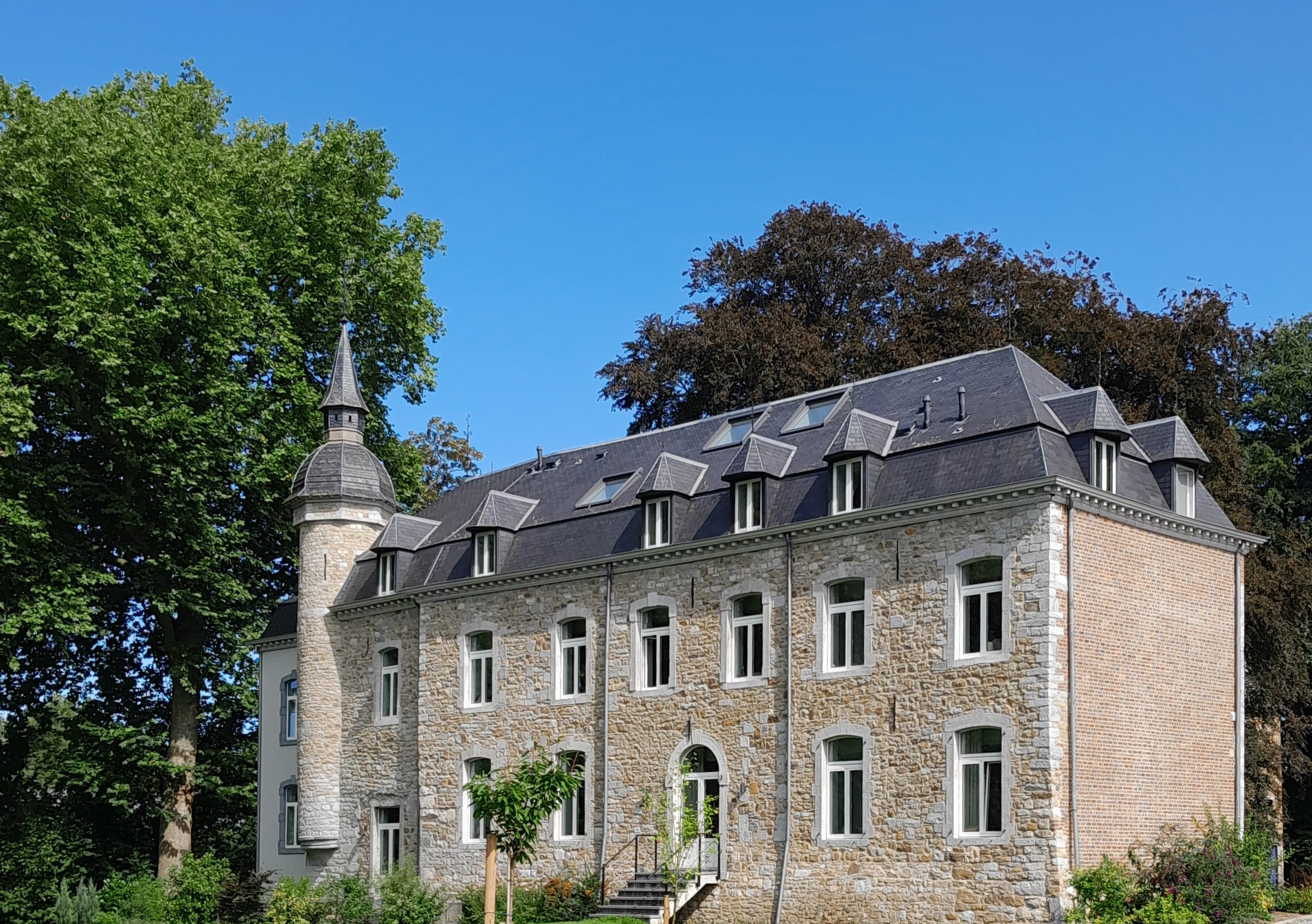
Château de Bomerée.

- Château de Bomerée.Le château de Bomerée remonte pour ses parties les plus anciennes au Moyen Âge. Vers 1800, il a été acquis par des maîtres de forge qui avaient installé des forges le long de l'Eau d'Heure. Il a notamment été la propriété de Georges Croquet. Il a été complètement rénové en 2020 par la famille Mathieu.
- Le château Wilmet. Les anciennes constructions de l'Hôtel de Ville actuel remontent au XVIIe siècle. Dès le début du siècle dernier, le château devint la propriété de la famille Wilmet, d'où son nom Château Wilmet ou Château du Centre. Mais en 1918, un industriel-câblier, M. Baudewyns en fit l'acquisition pour 75 000 francs. II vint l'habiter en 1924. Un magnifique parc d'une contenance de près d'un hectare et demi, entretenu à la perfection, ceinturait le corps de logis. L'Hôtel de Ville à cet emplacement est donc assez récent, puisque son occupation par les services communaux remonte à 1951 seulement[16].
- Monument Jules Sottiaux face à l'église, œuvre du sculpteur Charles De Rouck, inauguré en 1967.
- Monument Roger Desaise dans le parc de l'hôtel de ville.
- Ferme de Malfalize. Gardant la vallée de la Sambre face au village de Landelies, la ferme de Malfalize porte le nom d'une seigneurie connue depuis le XIIIe siècle. En 1451, elle est achetée par l'abbaye d'Aulne à Jean Deprez de Clermont. Actuellement, les bâtiments des XVIe et XVIIIe siècles s'articulent autour d'une grande cour étendue vers la droite lors de l'extension tardive de l'exploitation, et accessible par un porche sous simple bâtière. Corps de logis probablement du XVIe siècle construit sur deux niveaux en moellons de grès et calcaire, greffé latéralement d'une tourelle d'escalier[17].
- Petit patrimoine religieux :
  - potales : de Notre-Dame des Fougères, Notre-Dame de Lourdes, Notre-Dame de la Salette, Sainte-Marie ;
  - croix de Notre-Dame de Grâce ;
  - chapelle Notre-Dame au Bois ;
  - chapelle-calvaire de La Plagne (datant de 1882).

### Culture
- Le Foyer culturel de Montigny-le-Tilleul propose un panel d'activités : théâtre, foire aux vinyles, ateliers, conférences, expositions, concerts, etc.
- L'Auditorium René de Cooman au CHU Vésale accueille des conférences, spectacles et concerts de musique.

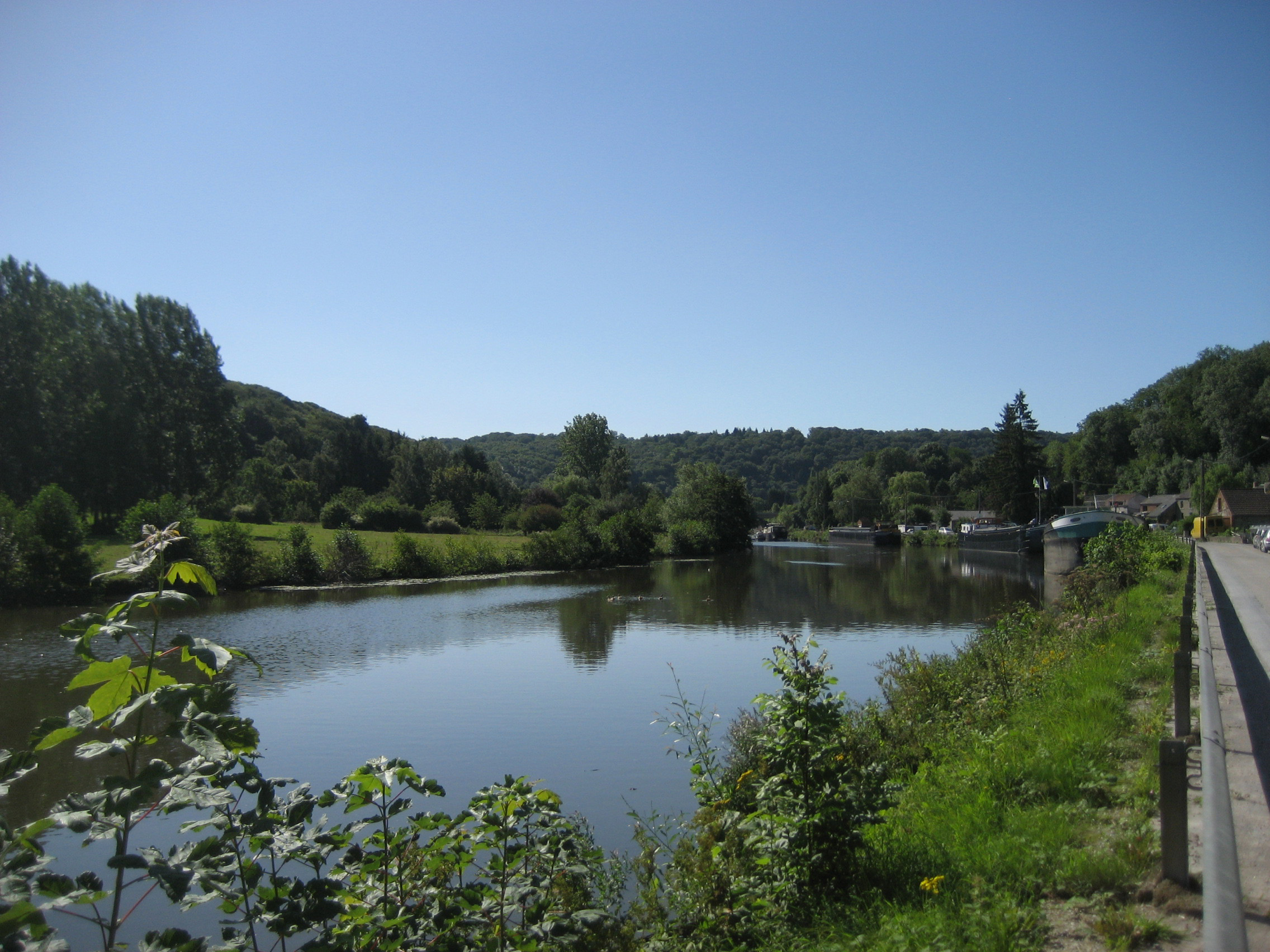
La Sambre à Landelies.

- La Sambre à Landelies.Académie Paulin Marchand : arts parlés (éloquence-déclamation et théâtre), musique (solfège, chant, clarinette-saxophone, flûte traversière, guitare, piano, orgue, hautbois, batterie, Trompette-cornet-bugle-trombone-tuba-baryton, violon-violoncelle) et danse. Stéphanie Huang, violoncelliste belge finaliste du Concours musical international Reine Élisabeth, y a obtenu un certificat de formation musicale.
- Bibliothèque « L'Envol des mots » qui propose des activités pour petits et grands et la ludothèque « La Boite Magique ». La bibliothèque dispose d'une lettre d'information mensuelle.
- Bibliothèque Thomas Peeters à Landelies.
- Cinéma : une scène du film Mandy avec Nicolas Cage a été filmée en 2018 sur le site des carrières de la Sambre avec des scènes de cascade et l'explosion d'un bâtiment.

#### Folklore et musique
Un petit cortège de gilles et de « paysannes » se déroule le 1er dimanche de juillet, de 14 à 19 heures.
Le village de Landelies dispose de son propre folklore la « Ducasse D'Jean » qui se déroule le troisième week-end de septembre. On y promène le dimanche un mannequin confectionné puis volé par un villageois le jeudi qui sera immolé par le feu sur la place principale au coucher du soleil.
Depuis 2009, a lieu au printemps le Thirtysfaction Festival. Ce festival pop/rock, avec une touche de chanson française, met en avant des groupes belges. Il détient le titre officieux de « premier festival de la saison ».

## Enseignement
- École Saint-Jean Berchmans :
  - Bomerée (maternelle et deux premières classes primaires) ;
  - L'Église (quatre dernières classes primaires) ;
  - La Station (maternelle).
- Enseignement communal :
  - École de Landelies (maternelle et primaire) ;
  - École des Fougères (maternelle) ;
  - École de Malfalise (maternelle) ;
  - École du Grand Chemin (maternelle et primaire) ;
  - École du Docteur Cornet (maternelle et primaire) ;
  - Académie Paulin Marchand : arts parlés, musique et danse.
- École Artisanale Populaire (enseignement secondaire professionnel).

## Galerie

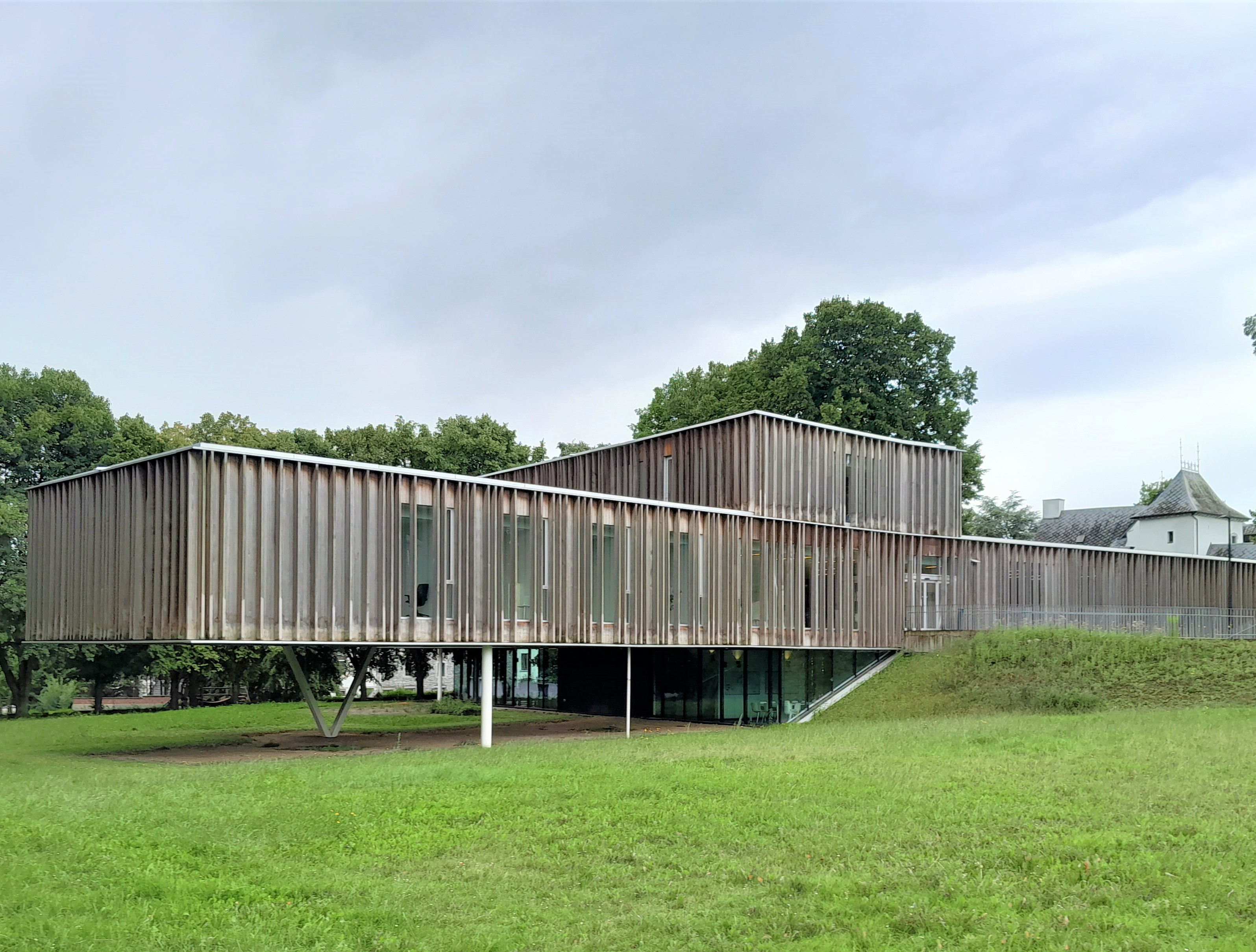
Hôtel de ville (nouvelle aile).
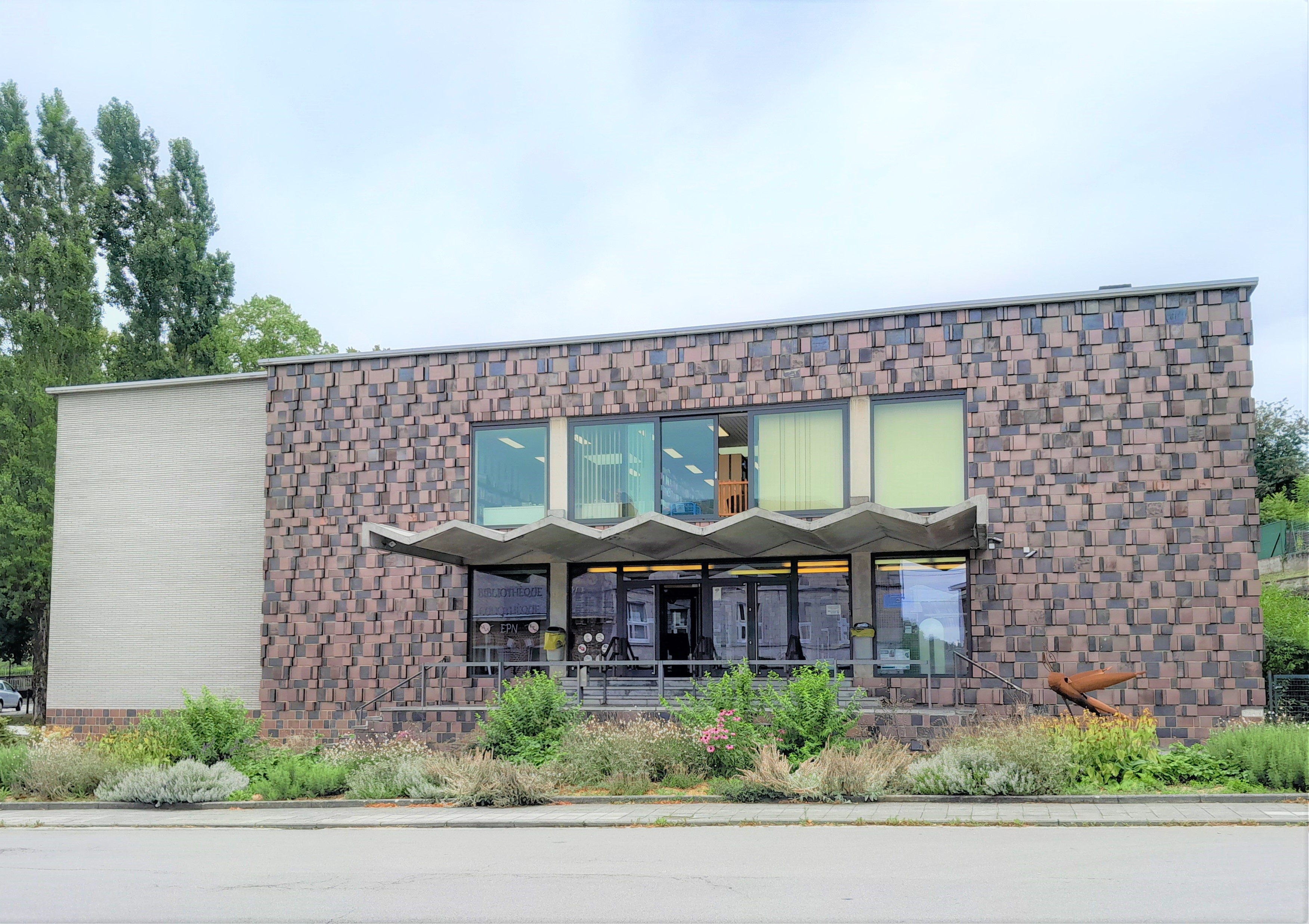
Foyer culturel et bibliothèque.
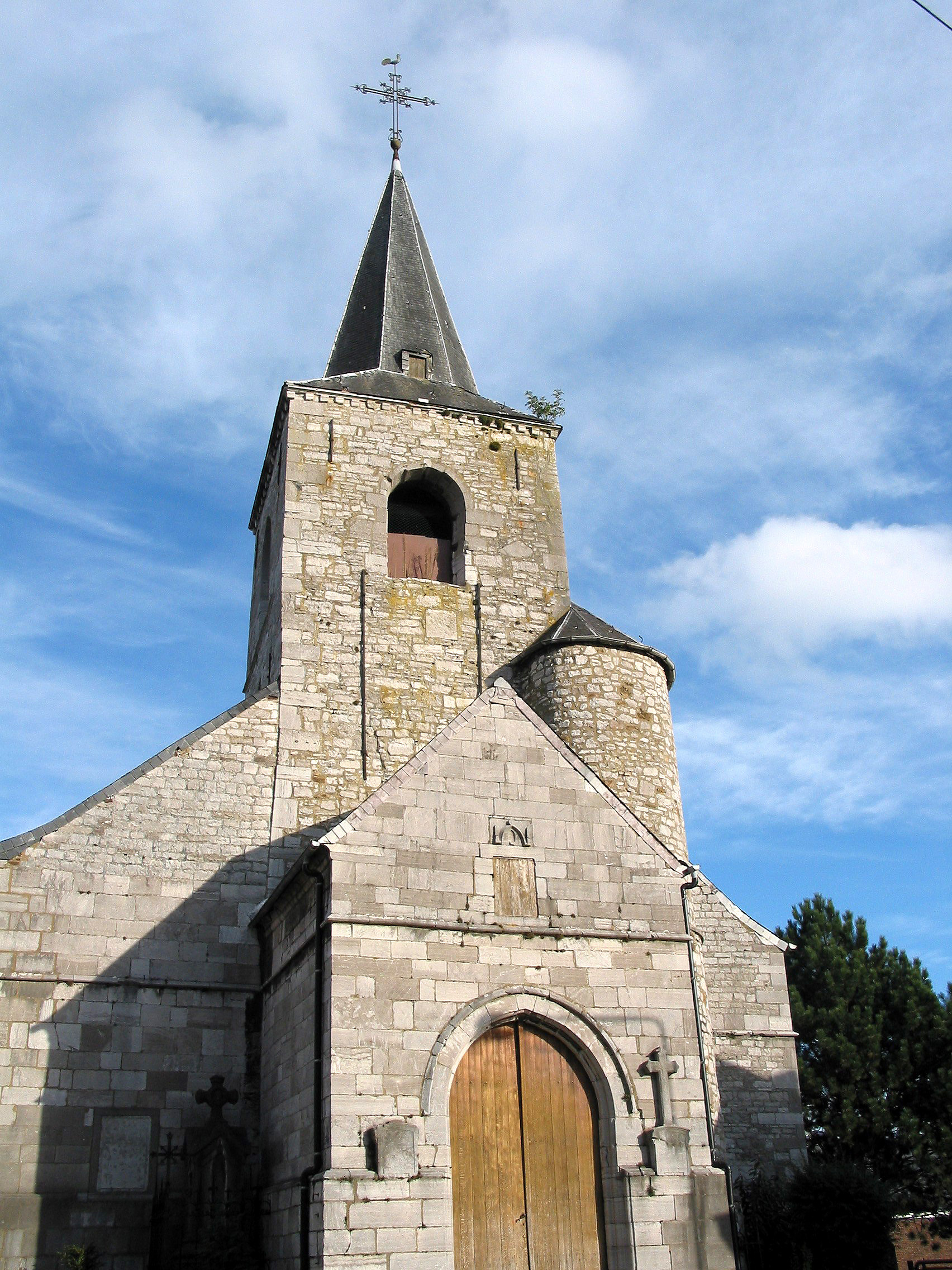
Église Saint-Martin de Montigny-le-Tilleul.
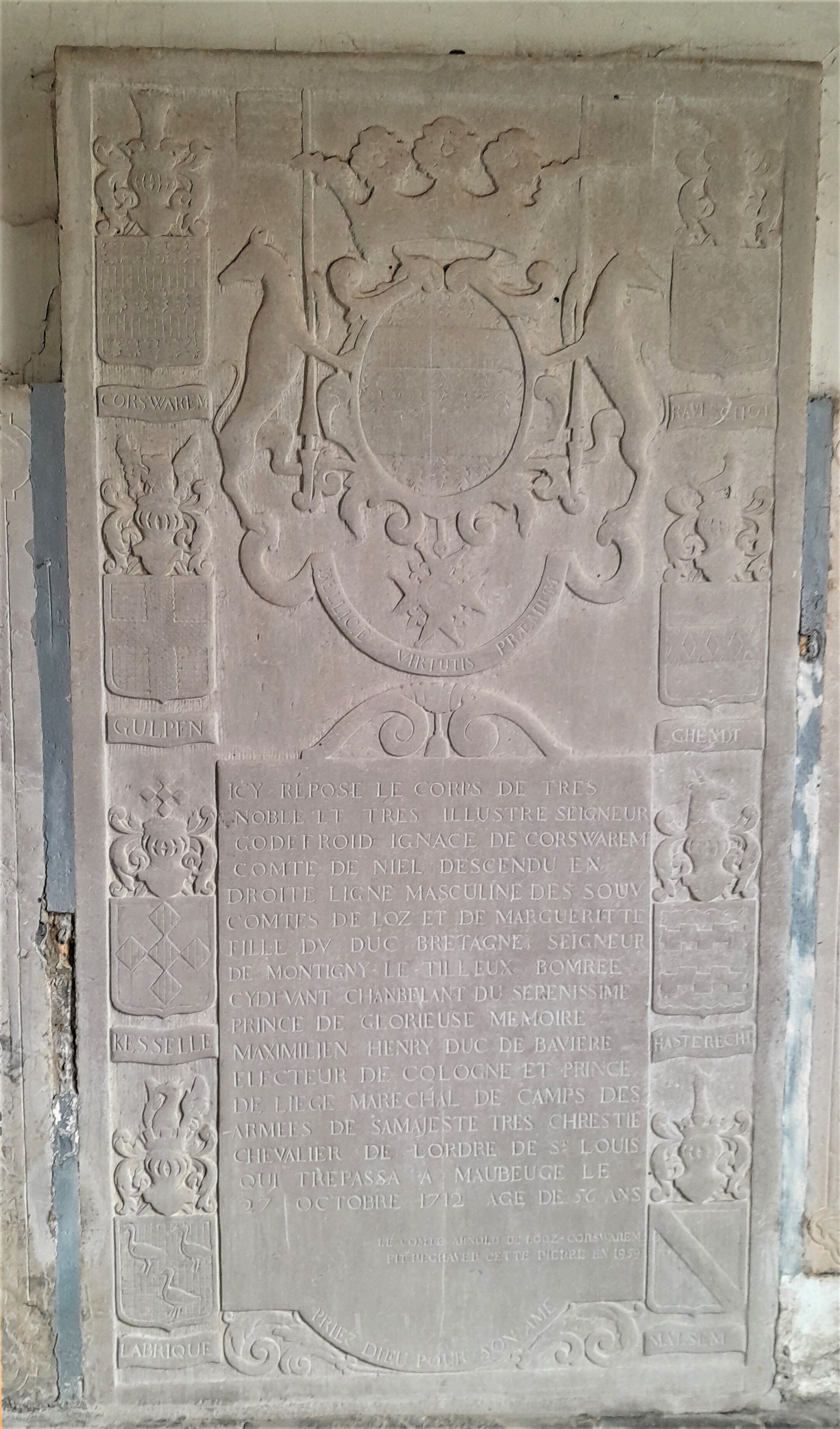
Stèle funéraire
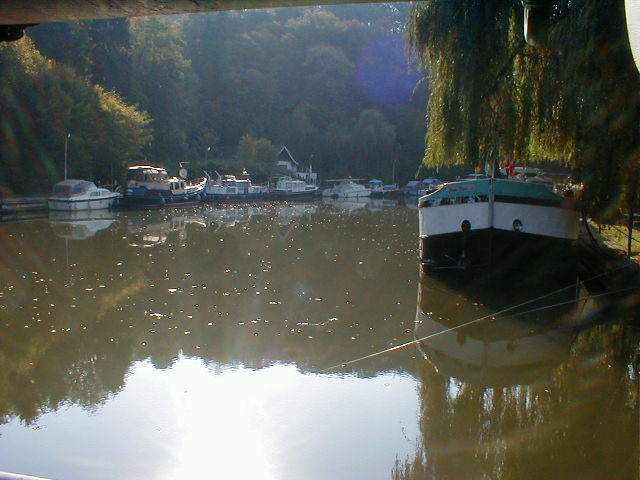
Port de plaisance de Landelies sur la Sambre.
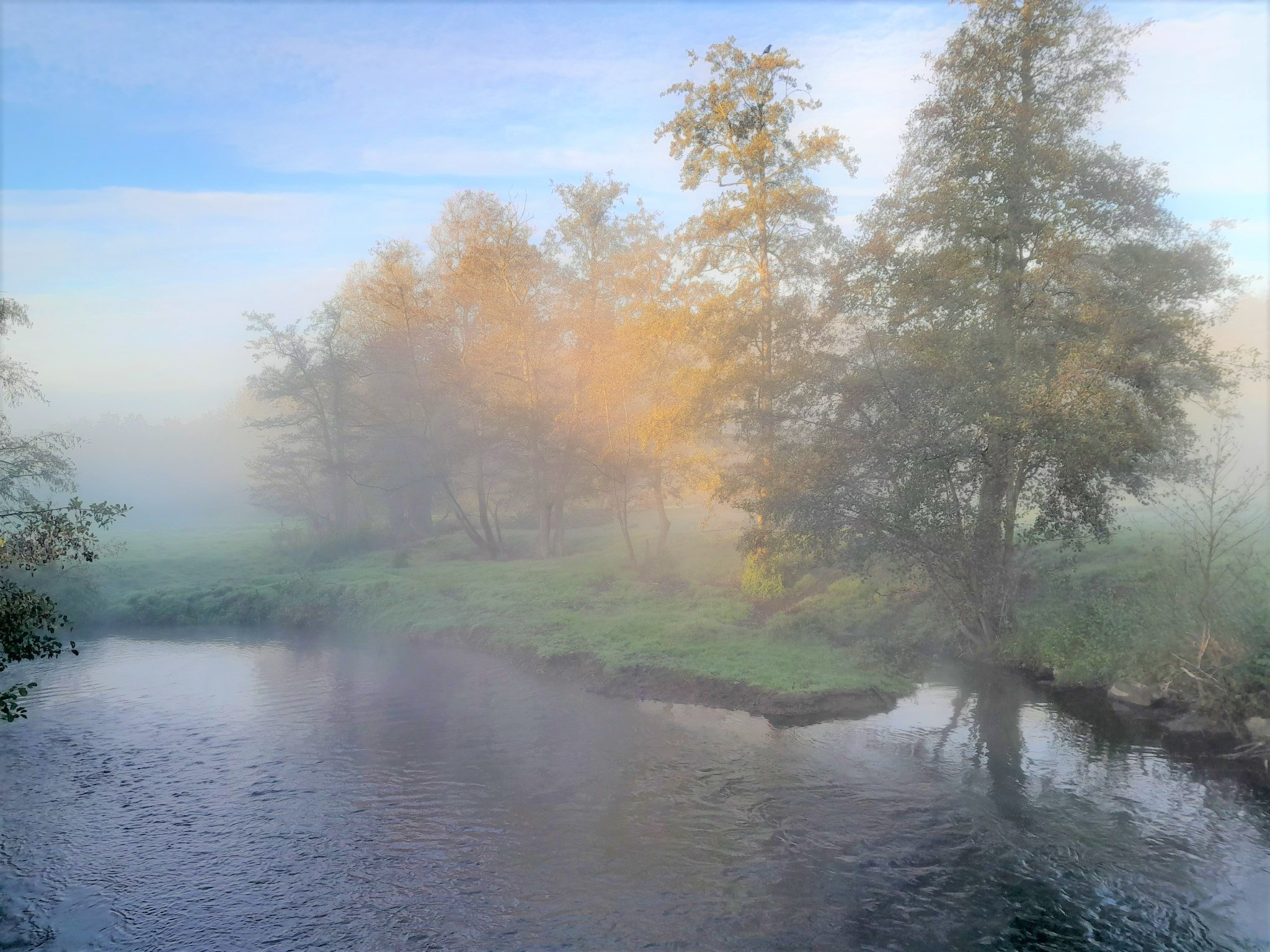
L'Eau d'Heure en automne.

## Économie

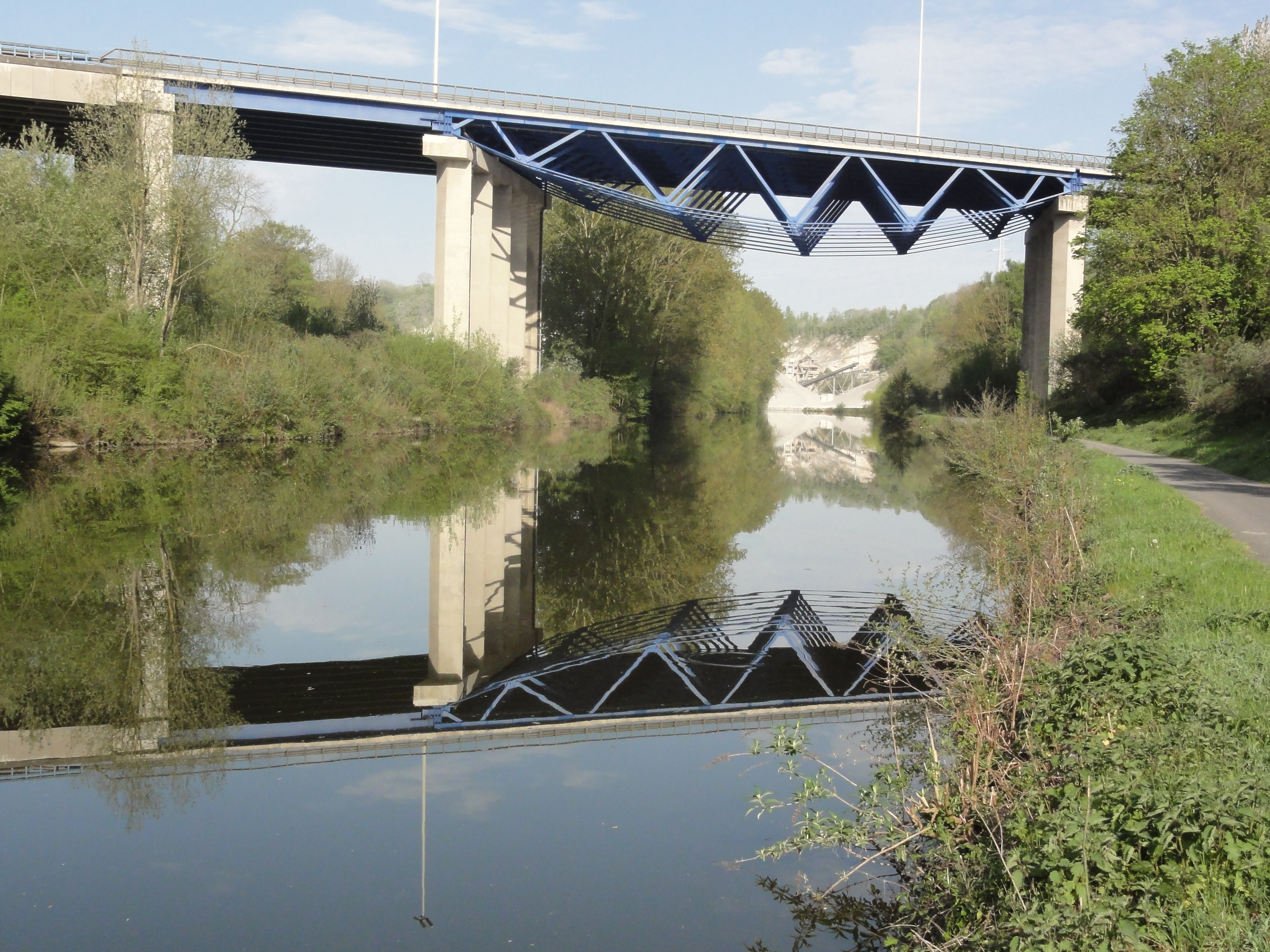
Pont de la R3 sur la Sambre.

- Pont de la R3 sur la Sambre. Les Calcaires de la Sambre à Landelies : située le long de la Sambre à Landelies, cette carrière exploite un gisement de calcaire depuis près de deux siècles. L'utilisation du calcaire sert à la décoration, la construction et l’industrie à destination des entreprises et des particuliers. Une scène du film Mandy avec Nicolas Cage a été filmée en 2018 sur le site des carrières de la Sambre avec des scènes de cascade et l'explosion d'un bâtiment[19];
- Le port de plaisance de Landelies : il est géré par le Yacht Club de Haute Sambre et accueille des bateaux de plaisance ne dépassant pas quinze mètres de long[20];
- L'hôpital André Vésale : compte 351 lits se focalisant sur les aînés et les maladies chroniques avec un hôpital de jour gériatrique. Le plus grand laboratoire du sommeil de Wallonie s'y trouve ainsi que le laboratoire de médecine expérimentale de l’ULB[21];
- L'hôpital Léonard de Vinci : compte 173 lits se focalisant sur la réadaptation avec trois pôles d’activité : neurologique, locomotrice et cardio-pulmonaire[22].
- L'hôpital du Rayon de Soleil : site hospitalier désaffecté depuis une quarantaine d'années.
- Montigny-le-Tilleul possède des commerces et des supermarchés sur son territoire.

### Charbonnages
En 1868, la Société de Forte-Taille creusa profondément le puits Avenir, situé à l'emplacement du complexe de la plaine de jeux de Marchienne-au-Pont. Avant cela, les puits et bures étaient peu profonds, car les veines de terre-houille affleuraient le sol dans cette région, et les échanges entre le fond et la surface se faisaient grâce à des cuffats. La terre-houille extraite de ce puits avait une faible teneur en cendres (7 %) et contenait seulement 11 % de matières volatiles, ce qui faisait de la fabrication de boulets agglomérés au brai une spécialité locale.
Le conseil général de la Société anonyme franco-belge du charbonnage de Forte-Taille décida, lors de sa réunion du 5 octobre 1910, de créer et d’émettre 3 000 obligations de 500 francs belges. Ces obligations offraient un intérêt annuel de 4,5 %, soit 22,5 francs par titre, payés par des coupons semestriels de 11,25 francs les 1er avril et 1er octobre, avec un premier paiement prévu le 1er avril 1911. Chaque titre comportait quarante coupons (les 3 000 étant signés à la main), et la société avait établi un tableau d’amortissement pour rembourser ces obligations de 500 francs nominal à 510 francs sur 30 ans. La première société anonyme de Forte-Taille fut fondée en 1865, avec une reconstitution en avril 1875. La constitution évoquée dans les actes de 1886 correspond à l’apport de capitaux français, ce qui mena à la dénomination « Société anonyme franco-belge ». Cette augmentation de capital, décidée en 1910, coïncidait logiquement avec les travaux préparatoires du nouveau siège, dans la zone partiellement obsolète du bois du Spinois.
Entre 1913 et 1914, la société a exploité le siège Espinoy, mais la crise économique a conduit à sa fermeture en 1935, et l'abandon total n'a eu lieu qu'en 1958. Ce site employait habituellement 350 personnes. Une explosion de grisou, causée par une lampe défectueuse, a provoqué douze décès le 12 octobre 1920. Une autre explosion de grisou a causé cinq morts le 30 octobre 1930. La reconnaissance souterraine, qui a mené à l'implantation de cette houillère, fut la première dans notre région à utiliser le système de forage avec couronne de diamants. Ainsi, grâce à ce sondage de 1906, la société de Forte-Taille a initié l'étude des régions géologiquement inconnues dans la partie sud du bassin de Charleroi.

### Transport et mobilité

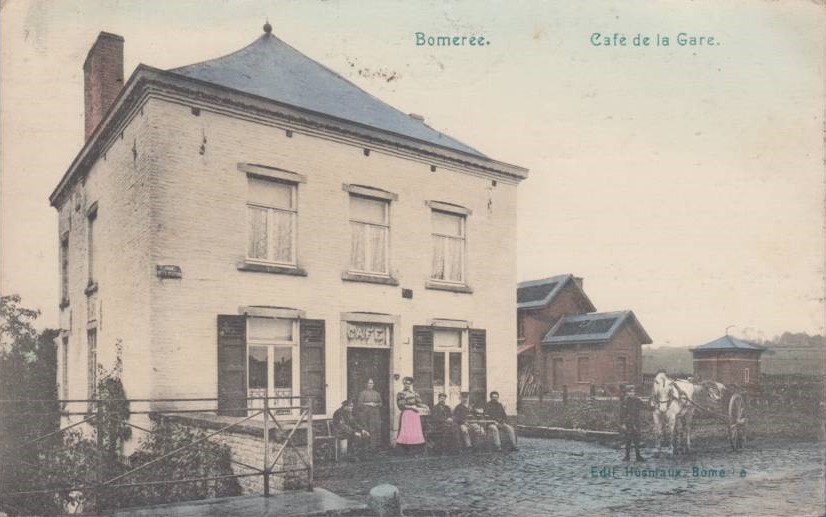
La gare de Bomerée à droite sur la ligne 132. Aujourd'hui démolie.

Au niveau des TEC, Montigny-le-Tilleul est desservi par les bus : 1, 70, 71, 75, 77, 91, 170 et 173.
Landelies dispose d'une gare sur la ligne ferroviaire Charleroi-Central - Maubeuge et se trouve également sur le RAVeL W6 « Au fil de l’eau », itinéraire cycliste en site propre. Cet itinéraire emprunte le chemin de halage le long de la Sambre et relie Landelies à Charleroi et Thuin. Par ailleurs, Landelies se situe sur la route EuroVelo3, également nommée « Véloroute des pèlerins » . Il s'agit d'une route longue de 5 122 km qui relie Trondheim en Norvège à Saint-Jacques-de-Compostelle en Espagne. L’itinéraire traverse ainsi sept pays, la Norvège, la Suède, le Danemark, l’Allemagne, la Belgique, la France et l’Espagne.

### Promenades et tourisme vert

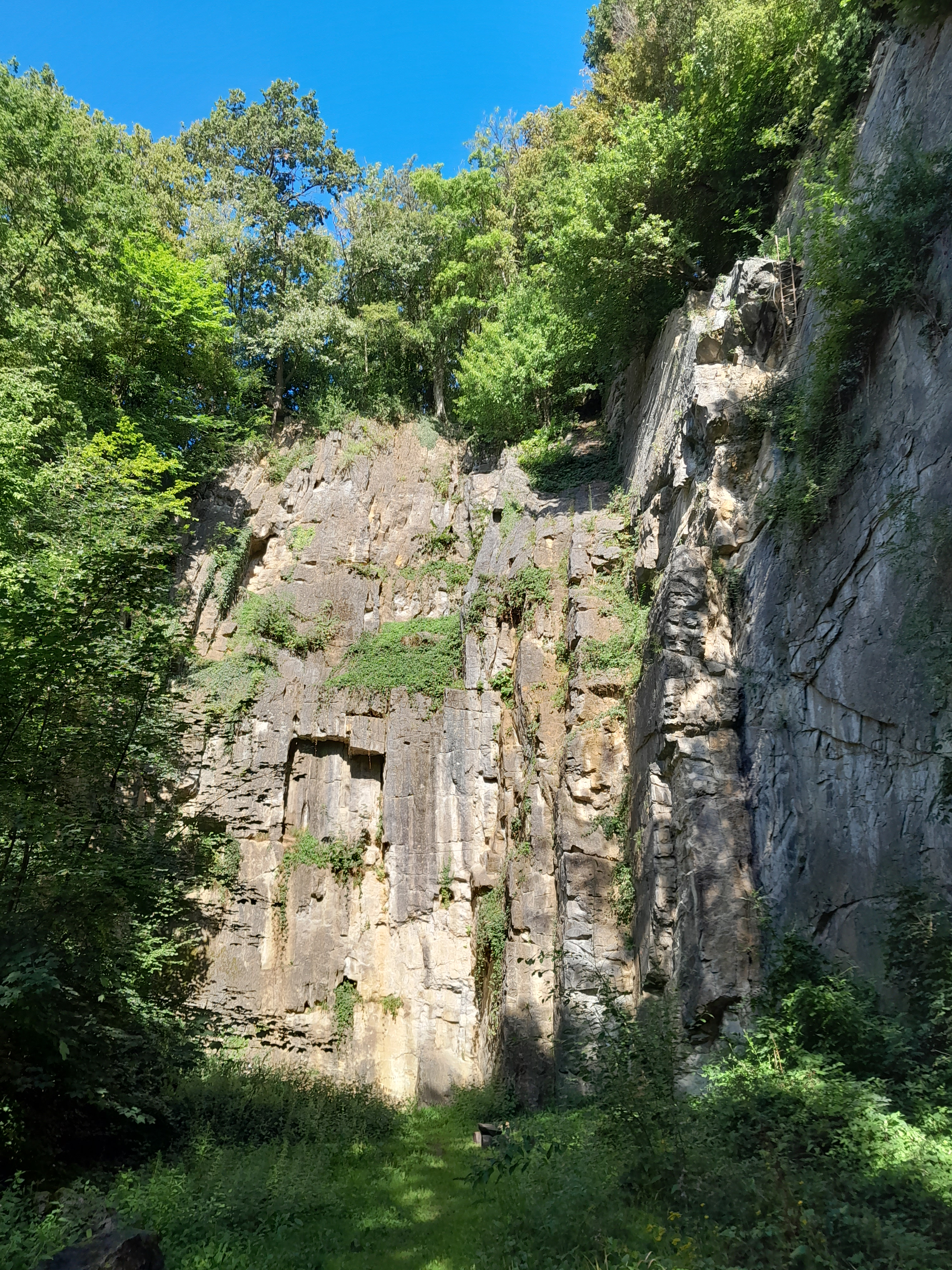
Ancienne carrière du sanctuaire.

#### Réserve naturelle et ornithologique de Landelies
La réserve naturelle de Landelies, Site de Grand Intérêt Biologique (SGIB), en aval de ce village occupe un versant escarpé de la vallée de la Sambre. Elle couvre une surface de 24 hectares.
Le site est situé sur un plateau calcaire couvert de bois. L'on y trouve une chênaie calcicole comportant diverses variétés telles que des charmes, érables champêtre, frênes, mérisiers, etc. Des pelouses calcaires sont présentes sur les crêtes rocheuses. L'on note également des massifs de buis dans le sous-bois. On y trouve en abondance une plante rarissime en Belgique : l'arabette tourette. Plusieurs espèces de rapaces nocturnes et diurnes ont établi leur nid sur le site d'anciennes carrières calcaires. Les sentiers qui y sont tracés en surplomb de la vallée de la Sambre permettent de rejoindre ces anciennes carrières de Landelies, principal site d'escalade dans la région de Charleroi.

#### Bois du Prince
En amont de Landelies, de nombreux sentiers à l'intérieur du Bois du Prince en bord de Sambre ou sur son versant permettent de relier ce village au site touristique de l'Abbaye d'Aulne.

## Sport et vie associative

### Sport
- Montigny-le-Tilleul dispose d'un hall sportif qui accueille depuis 1994 différents clubs sportifs[28]:
  - Royal Basket Club Montagnard : club de basket masculin jeunes et adultes ;
  - Basket Féminin Montagnard : club de basket féminin jeunes et adultes ;
  - Academy Futsal Montigny : club de football en salle jeunes et adultes ;
  - FS Montigny : club de futsal masculin pour adulte ;
  - Divertisport ASBL : cours de psychomotricités pour jeunes ;

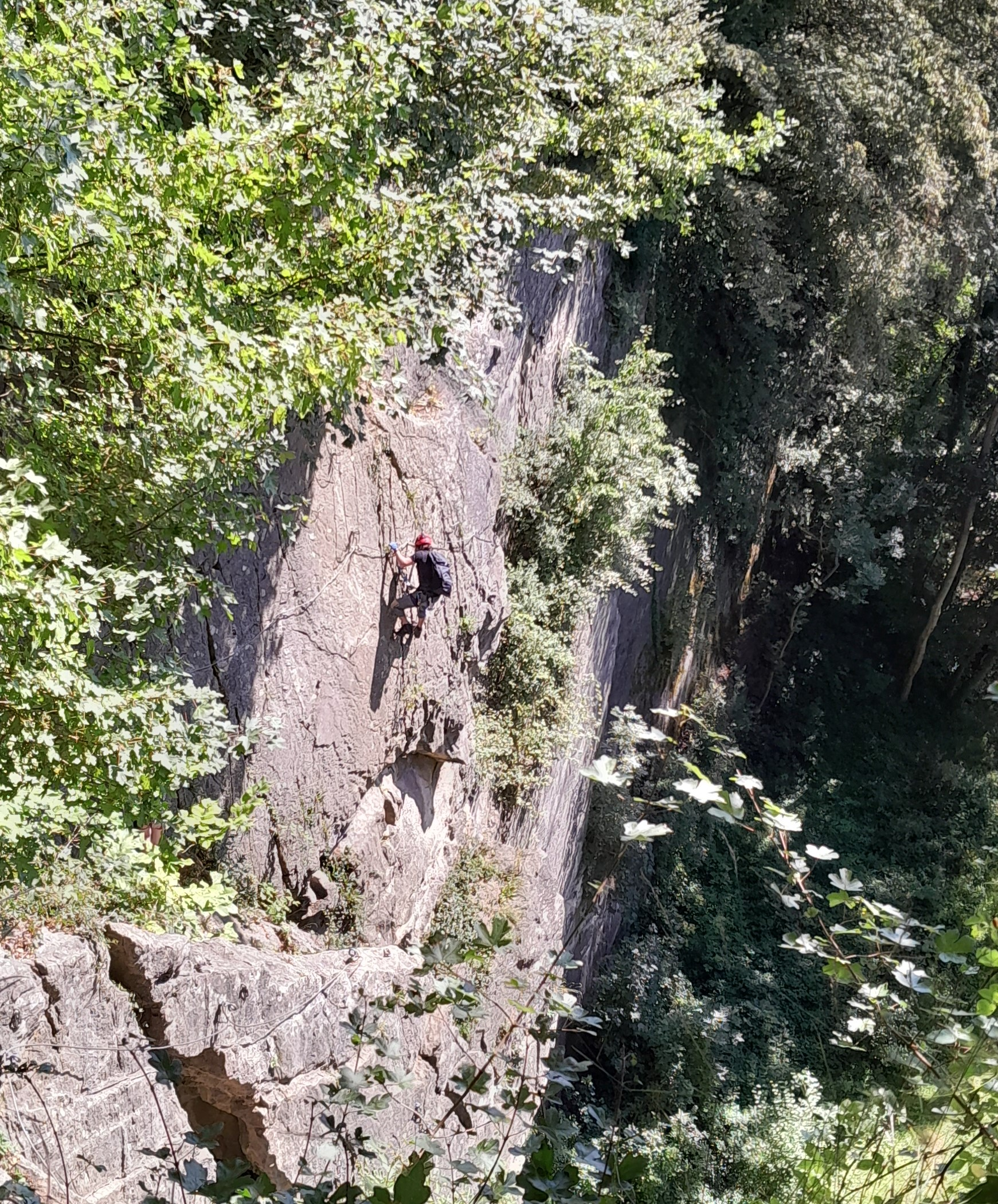
Via ferrata à Landelies.

  - Via ferrata à Landelies.Felice Montigny : club de futsal pour adulte.
- À Landelies, la salle Laloyaux accueille différents clubs/disciplines sportives : Judo Club de Landelies, psychomotricité, gymnastique, danse de salon et Yoga ;
- Tennis Club Bois du Prince ;
- Tennis Club/Padel Les Acacias ;
- Judo Club Sambre et Heure ;
- Cyclisme ;
- Football : AS Montigny qui joue au stade du Bois Frion dans le championnat provincial du Hainaut ;
- Escalade : rochers calcaires de Landelies en bord de Sambre, hauts de 35 mètres. Ils proposent des voies équipées de difficulté moyenne à extrêmement difficile en dalle et une via ferrata ;
- Marche : Club pédestre « Les Sympas de Landelies » ;
- Club de Tir L50 (Landelies) : tir au pistolet et à la carabine en calibre 22LR à titre sportif (disciplines de tir olympique) ;
- Pêche : le long de la Sambre et de l'étang, ancien bras de la Sambre ( « al vîye Sambe » ), à proximité de l'Abbaye d'Aulne.

### Mouvements de jeunesse

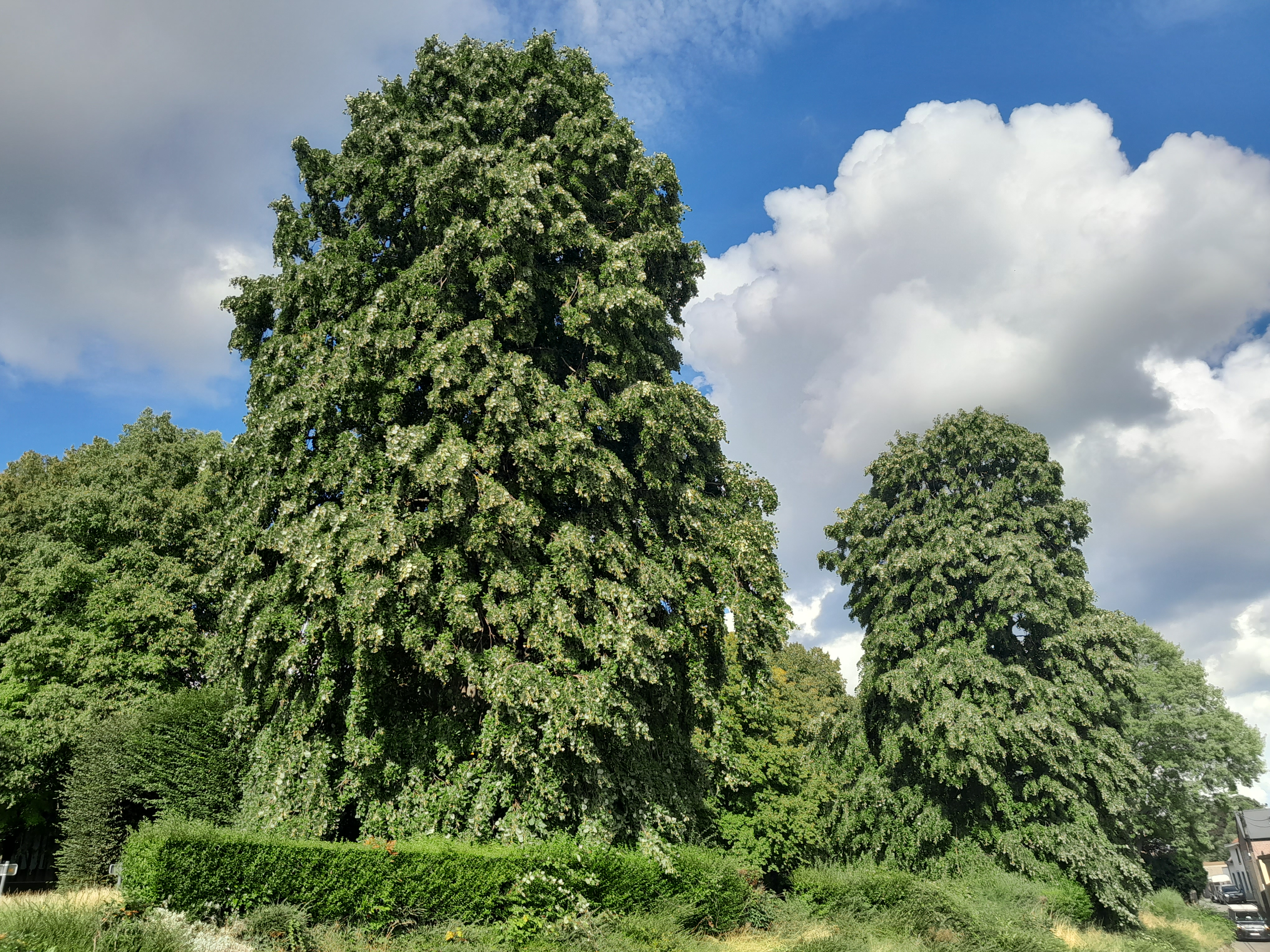
Les tilleuls du parc communal.

- Unité Scouts : garçons de 6 à 18 ans[29] :
  - La Ribambelle des Baladins : garçons de 6 à 8 ans ;
  - La Meute des Louveteaux : garçons de 8 à 12 ans ;
  - La Troupe des scouts Éclaireurs : garçons de 12 à 16 ans ;
  - Le Poste des Pionniers : garçons de 16 à 18 ans ;
- Unité Guides : filles de 5 à 17 ans et garçons de 5 à 7 ans[29] ;
  - La Chaumière des Nutons : garçons et filles de 5 à 7 ans ;
  - La Ronde des Lutins : filles de 7 à 11 ans ;
  - La Compagnie des guides aventures : filles de 11 à 15 ans ;
  - La Chaine des guides horizons : filles de 15 à 17 ans ;
  - Les Petits Potes : garçons et filles de tout âge vivant avec un handicap.

## Personnalités liées à la commune

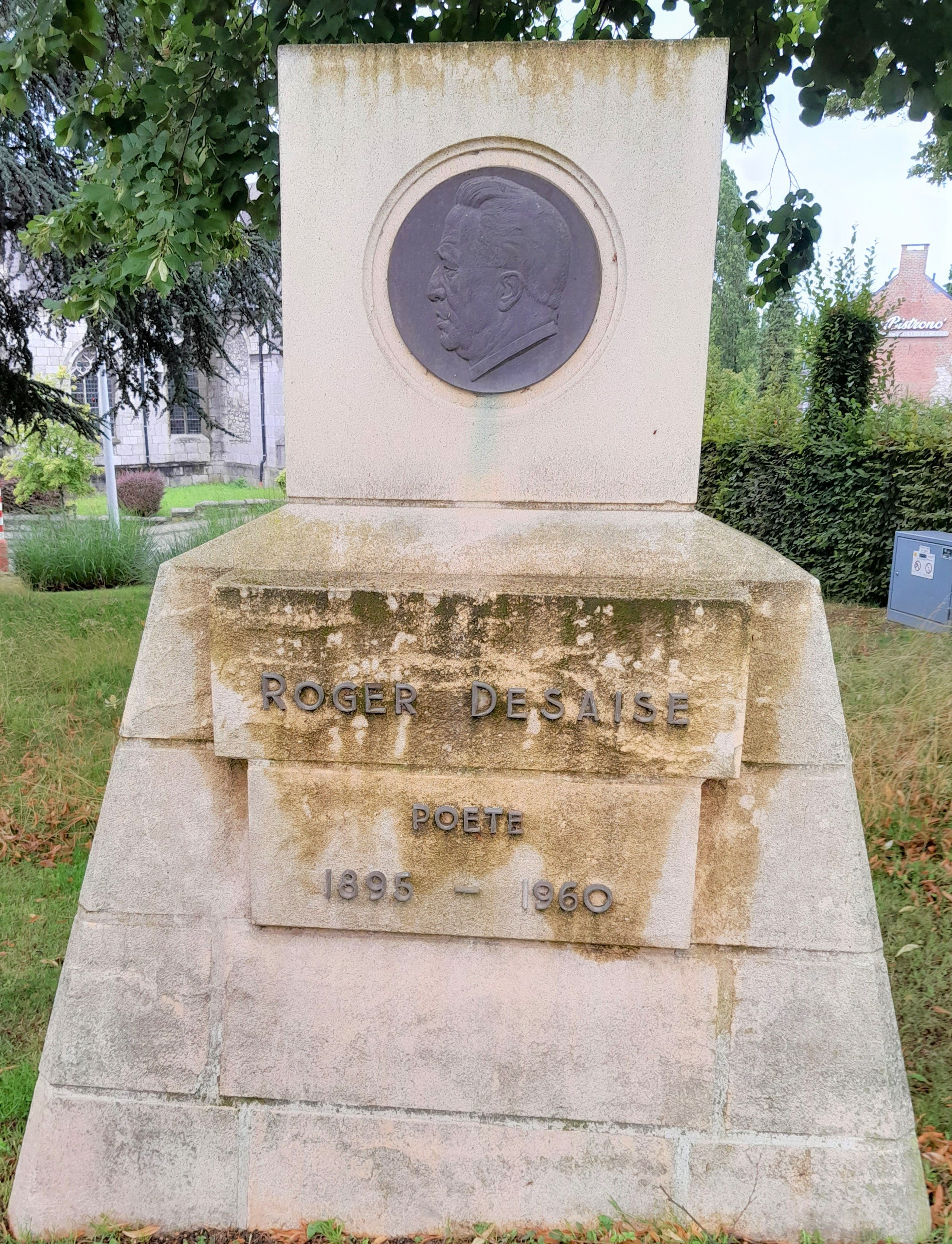
Monument Roger Desaise.

- Monument Roger Desaise.Jacques de Corswarem (1521-1595) : chevalier et seigneur de Herck-Saint-Lambert, de Landelies et de Niel né à Montigny-le-Tilleul ;
- Georges Croquet (1862-1936) : homme politique belge et industriel décédé dans le château de Bomerée et inhumé à Montigny-le-Tilleul ;
- Jules Sottiaux  (1862-1953) : écrivain en wallon, chantre de la Wallonie né et inhumé à Montigny-le-Tilleul ;
- Roger Desaise (1895-1960) : poète et dramaturge né à Montigny-le-Tilleul ;
- Joseph Vanderhaegen (1906-1994) : coureur cycliste, mort à Montigny-le-Tilleul ;
- Pierre Neuville (1943-) : joueur de poker né à Montigny-le-Tilleul ;
- Sylvia Huang (1994-) : violoniste belge, finaliste du Concours musical international Reine Élisabeth, qui a grandi à Montigny-le-Tilleul ;
- Stéphanie Huang (1996-) : violoncelliste belge, finaliste du Concours musical international Reine Élisabeth, née à Montigny-le-Tilleul.